# Nina Wähä

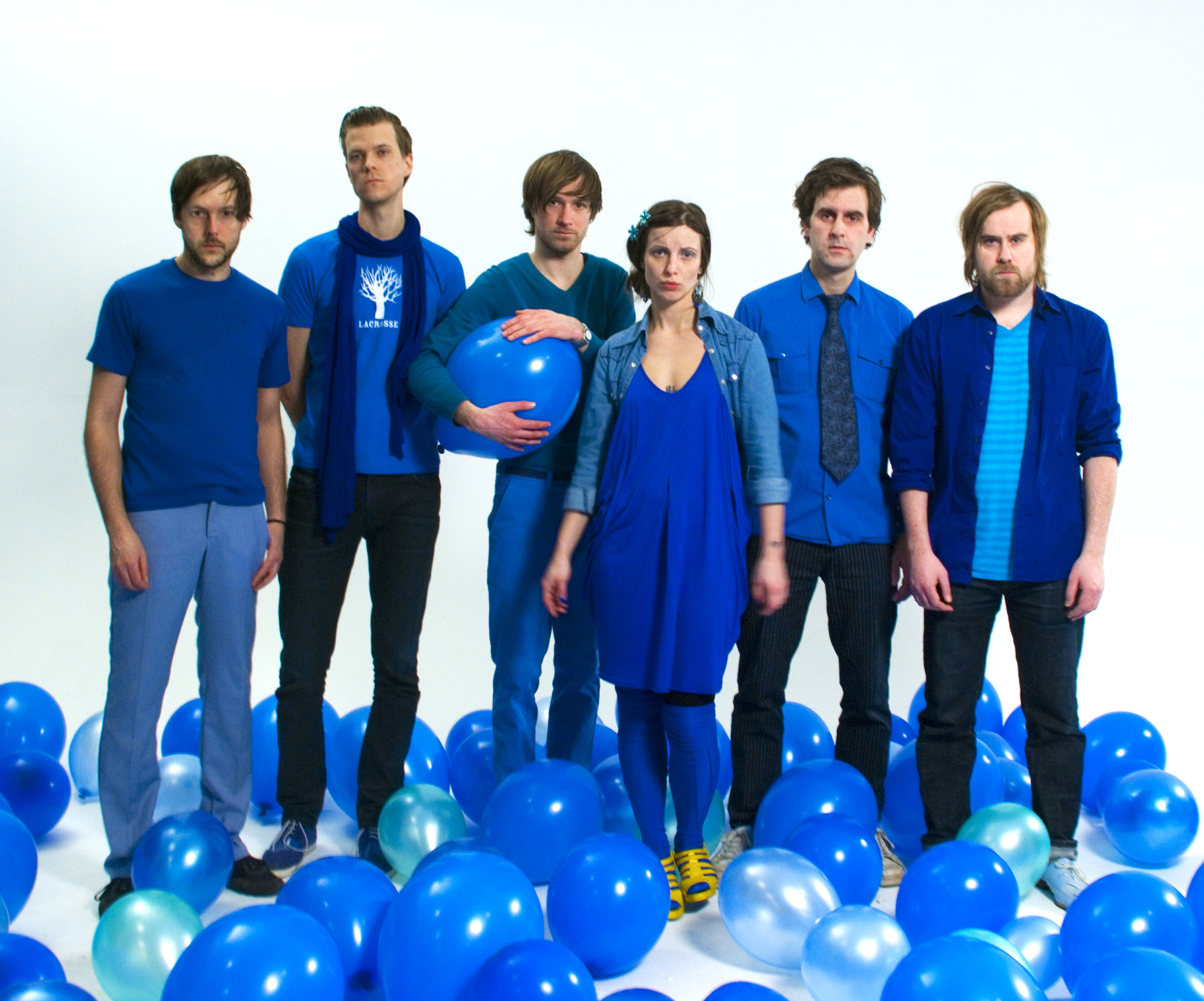
Die Band Lacrosse mit Nina Wähä, 2009

Nina Wähä (geboren 21. März 1979 in Österhaninge bei Stockholm) ist eine schwedische Autorin, Schauspielerin und Sängerin.

## Biografie
Nina Wähä wuchs in einer großen Familie in Stockholm auf. Ihr Vater war in den 1960er Jahren aus Bulgarien eingewandert und ihre Mutter stammt aus dem finnischen Tornedalen. Sie spricht sowohl Finnisch als auch Meänkieli.
Sie hat einen Abschluss in Literaturdesign an der Universität Göteborg. Darüber hinaus hat sie in der Gastronomie gearbeitet, als Restaurantleiterin und in der Cateringbranche.

## Werk
Wähä hat vier Romane bei Norstedt, Schwedens ältestem Buchverlag, veröffentlicht: S som i syster (2007), Titta inte bakåt (2010), Testamente (2019) und Babetta (2022). Sie spielte eine der Hauptrollen in Daniel Espinosas Spielfilm Babylonsjukan (2004) sowie eine Nebenrolle in Henry Meyers Fyra veckor i juni (2005).
Die ersten drei Romane wurden von Kritikern und Lesern gut aufgenommen. Ihr Roman Testamente wurde unter dem Titel Vaters Wort und Mutters Liebe von Antje Rieck-Blankenburg 2020 ins Deutsche übersetzt. (Stand 2025)
Nina Wähä ist die Leadsängerin der Indie-Popband Lacrosse aus Stockholm, die drei Alben (2007–2014) veröffentlicht hat.

## Preise und Auszeichnungen
Nina Wähäs Roman Testamente wurde für den Augustpreis 2019 nominiert und den schwedischen Rundfunkromanpreis 2020 erhalten. 2019 erhielt sie das Lydia- und Herman-Eriksson-Stipendium und den De-Nios-Weihnachtspreis. Im selben Jahr wurde sie mit dem Albert-Bonnier-Stipendienfonds für schwedische Schriftsteller ausgezeichnet.

## Bibliografie
- S som i syster. Stockholm: Norstedt. 2007. ISBN 978-911301702-0
- Allt handlar inte om dig. Göteborg: Göteborg International Film Festival. 2008. ISBN 978-918828275-0
- Titta inte bakåt!. Stockholm: Norstedt. 2010. ISBN 978-911302618-3
- Testamente. [Stockholm]: Norstedts. 2019. ISBN 978-911308697-2
  - Testamente. [Aarhus]: Modtryk. 2019.
  - Testamente. Oslo: Pax forlag A/S. 2020. ISBN 978-825304141-4
  - Perintö. Helsinki: WSOY. 2020.  ISBN 978-951044774-1
- Babetta: Norstedts. 2022. ISBN 978-911311949-6

## Diskografie
Mit Lacrosse:
- This New Year Will Be for You and Me. Tapete Records, 2007.
- Bandages for the Heart. Tapete Records, 2009.
- Are You Thinking of Me Every Minute of Every Day? Tapete Records, 2013.

## Filmografie
- 2004 – Babylonsjukan (Üz: Babylonische Krankheit)
- 2005 – Fyra veckor i juni (Üz: Vier Wochen in Juni)